# Wolfgang Bathke
Wolfgang Bathke (* 1944 in Berlin) ist ein deutscher Schauspieler.

## Leben
Erste schauspielerische Erfahrungen machte Bathke bereits als Kind. Als Neunjähriger spielte er einen Botenjungen an der Berliner Staatsoper. Er absolvierte dann ab 1965 eine zweijährige Ausbildung zum Elektriker; während dieser Zeit war er als Kabarettist bei dem Kabarett „Die Pillen“ tätig. Von 1967 bis 1970 besuchte er die Ostberliner Schauspielschule Ernst Busch in Berlin-Schöneweide. Sein erstes Theaterengagement hatte er in der Spielzeit 1971/1972 am Gerhart-Hauptmann-Theater in Zittau. Seit 1973 war er (bis 1979) in der DDR als freier Schauspieler tätig. Er spielte an DDR-Bühnen unter anderem den Karl Moor in Die Räuber und Präsident von Walter in Kabale und Liebe.
Im Rahmen einer Familienzusammenführung kam er nach West-Berlin. Er spielte Theater und trat beim Kabarett auf, unter anderem bei Programmen des Berliner Kabaretts Die Stachelschweine. Theaterengagements hatte er unter anderem an der Freien Volksbühne (1980 in Die Ermittlung), am Theater am Kurfürstendamm (1980, in Das Haus am See von Ernest Thompson), am Renaissance-Theater, an den Berliner Kammerspielen (1982, in Die Physiker) und am Hansa Theater (1996, als Verteidiger Sir Wilfrid Robarts in Zeugin der Anklage). 2009/2010 spielte er in Berlin am Theater am Potsdamer Platz die Rolle des Mr. Schumacher in dem Tanz-Musical Dirty Dancing.
In der DDR hatte Bathke eine kleinere Rolle in dem DEFA-Film Die Insel der Silberreiher sowie Rollen in den Fernsehserien Der Staatsanwalt hat das Wort und Für Mord kein Beweis. Seit 1980 arbeitete Bathke auch für das westdeutsche Fernsehen und für das Kino. Eine erste frühe Rolle im Westen hatte er 1980 als Redner der Heilsarmee in Berlin Alexanderplatz. Bathke übernahm in der Folgezeit dann mehrere durchgehende Serienrollen, wiederkehrende Episodenrollen und auch Gastrollen.
Unter der Regie von Wolfgang Staudte spielte er 1982 den Steiger Zissmann in der Familiensaga Die Pawlaks – Eine Geschichte aus dem Ruhrgebiet. Eine durchgehende Serienrolle hatte er in den 1980er Jahren als schmieriger Bankdirektor Kneisel in der ZDF-Familienserie Die Wicherts von nebenan. Er spielte auch in mehreren Folgen der ARD-Serie Drei Damen vom Grill. Weitere Serienauftritte hatte er in Cirkus Humberto und an der Seite von Thekla Carola Wied in Wie gut, daß es Maria gibt.
Bekanntheit erlangte Bathke vor allem in der Rolle des besonnenen, aber auch hartnäckigen Kriminalhauptkommissars Stefan Kehler in der RTL-Krimiserie Im Namen des Gesetzes, wo er seit 1994 unter anderem gemeinsam mit Mariella Ahrens, Wolfgang Krewe, Axel Pape und Matthias Bullach spielte.
Im Kino war Bathke in kleineren Rollen unter anderem in den Filmen Flucht aus Sobibor und Hitlerjunge Salomon zu sehen.

## Filmografie (Auswahl)
- 1975: Die schwarze Mühle
- 1976: Die Insel der Silberreiher
- 1978: Der Staatsanwalt hat das Wort: Meine Frau
- 1979: Für Mord kein Beweis
- 1980: Don Juan – Karl-Liebknecht-Str. 78
- 1980: Berlin Alexanderplatz
- 1981: Es geht seinen Gang oder Mühen in unserer Ebene (Fernsehfilm)
- 1981: Christiane F. – Wir Kinder vom Bahnhof Zoo
- 1982: Die Pawlaks – Eine Geschichte aus dem Ruhrgebiet
- 1983: Datenpanne – Das kann uns nie passieren (Fernsehfilm)
- 1983: Ein Fall für zwei (Fernsehserie, Folge: Herr Pankraz, bitte!)
- 1983–1984: Drei Damen vom Grill (Fernsehserie)
- 1984: Das doppelte Pensum
- 1985: Geschichten aus der Heimat (Fernsehserie, Folge: Die Kastanie)
- 1985: Ein Heim für Tiere (Fernsehserie)
- 1985: Didi – Der Untermieter – Ein geschenkter Gaul
- 1986–1991: Die Wicherts von nebenan (Fernsehserie)
- 1987: Praxis Bülowbogen (Fernsehserie)
- 1987: Flucht aus Sobibor (Escape from Sobibor, Fernsehfilm)
- 1988: Cirkus Humberto
- 1988: Ein Fall für zwei (Fernsehserie, Folge: Caesars Beute)
- 1989: Der Landarzt (Fernsehserie)
- 1989: Wedding
- 1990: Wie gut, dass es Maria gibt (Fernsehserie)
- 1990: Eurocops (Fernsehserie)
- 1990: Ein Fall für Zwei (Fernsehserie, Folge: Blutiges Gold)
- 1990: Hitlerjunge Salomon
- 1991: Tatort – Blutwurstwalzer (Fernsehreihe)
- 1992: Ein Fall für Zwei (Fernsehserie, Folge: Schweigen ist Geld)
- 1993: Rosamunde Pilcher: Stürmische Begegnung (Fernsehreihe)
- 1994: Liebling Kreuzberg (Fernsehserie, Folge: Ladendiebstahl lohnt sich)
- 1994–2008: Im Namen des Gesetzes (Fernsehserie)
- 1996: Du bist nicht allein – Die Roy Black Story
- 1998: Sperling (Fernsehserie, eine Folge)
- 2000: Dr. Sommerfeld – Neues vom Bülowbogen
- 2006: Abschnitt 40 (Fernsehserie)